# Mfoundi

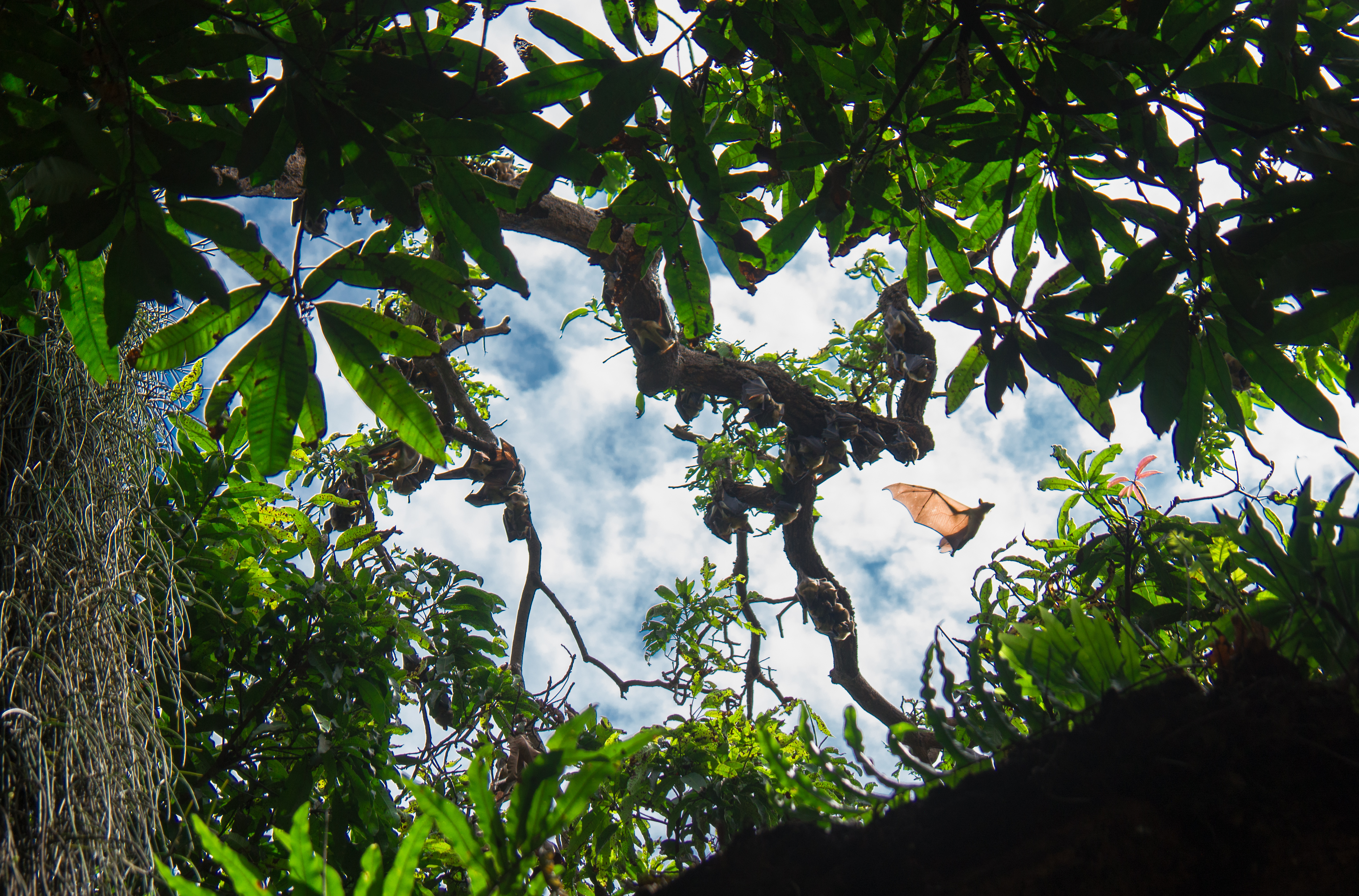
Un Chiroptera dans le Mfoudi.

Le Mfoundi est un département avec une superficie  de 287 km2 situé dans la région du Centre au Cameroun. Son chef-lieu est Yaoundé, qui est aussi la capitale politique du Cameroun.
Le département a été créé à la suite du décret no 74/193 du 11 mars 1974 le séparant du département de la Méfou (aujourd'hui lui-même divisé en Méfou-et-Afamba et Méfou-et-Akono).

## Géographie

### Hydrographie
Le cours d'eau Mfoundi est le principal cours d'eau de la région du Centre.
Le bassin versant du Mfoundi couvre une superficie de 97,7km2.

### Flore
La rivière Mfoundi est constitué des diatomées épilithiques à l'exemple de cymbella tumida ou gomphonema parrulum, qui constituent l'élément essentiel de la flore algale des rivières.

### Pollution des eaux
Les eaux usées domestiques et les polluants issus des industries sont responsables de la dégradation des eaux, la modification de la biodiversité et des écosystèmes des cours d'eau en zone urbaines.
Les diatomées sont sensibles à la variation de la qualité de l'eau du Mfoundi et peuvent être utilisées comme facteur permettant d'indiquer la santé des eaux au Cameroun.

## Communes
Le département ne possède qu'une communauté urbaine:
- Communauté urbaine de Yaoundé

La communauté urbaine n'a pas de maire élu, mais un président (délégué par le gouvernement). Cependant chacun des 7 arrondissements actuels dispose d'un conseil d'arrondissement urbain, élu avec à sa tête un maire d'arrondissement urbain. La communauté urbaine couvrant l'ensemble du département en fait une collectivité à statut particulier.
Le département compte 7 arrondissements :
- Yaoundé I[6] (Nlongkak[7]), ( Etoud[8]i)
- Yaoundé II[9] (Tsinga[10])
- Yaoundé III[11] (Efoulan[12])
- Yaoundé IV[13] (Kondengui[14])
- Yaoundé V[15] (Essos[16])
- Yaoundé VI[17] (Biyem-Assi[18])
- Yaoundé VII[19] (Nkolbisson[20])